# Monte Alegre de Goiás
Montes Claros de Goiás és un municipi brasiler de l'interior de l'estat de Goiás, Regió Centre-Oest del país. La seva població estimada el 2004 era de 7.756 habitants.